# 西马湖
西马湖是一个位于中华人民共和国甘肃省民勤县蔡旗乡的湖泊，地處石羊河北岸、红水河下游，面积约为14平方千米。湖周邊为沙漠。